# Die schlafenden Wasser

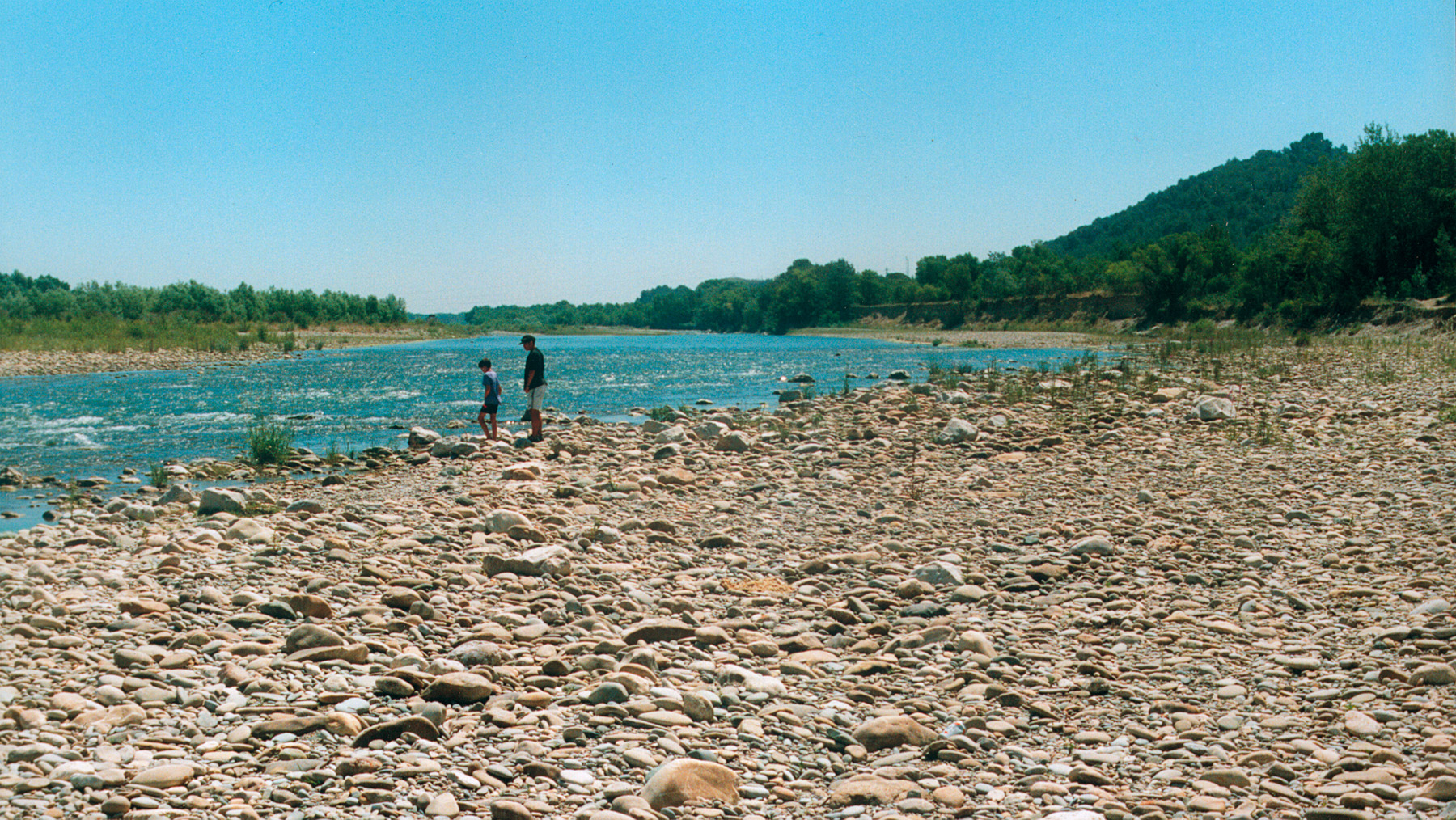
Der Fluss La Durance in der Provence

Die schlafenden Wasser (Originaltitel: L’Enfant et la rivière) ist ein 1945 erstmals erschienener Entwicklungsroman des französischen Schriftstellers Henri Bosco. Er gehört zu den Klassikern der französischen Kinder- und Jugendliteratur.

## Handlung

### Handlungsstruktur
Der Roman erzählt in fünf Kapiteln die Entwicklung einer Freundschaft zwischen dem Protagonisten Pascalet und dem Zigeunerjungen Gotzo. Schauplatz ist der Fluss La Durance in der Provence und eine seiner Inseln.
Eingebettet in eine Rahmenerzählung, die sich an die Abenteuer von Tom Sawyer und Huckleberry Finn anlehnt, entfaltet sich eine traumähnliche Handlung, in der die Freundschaft der beiden Jungen und deren abruptes Ende beschrieben wird. Erst nach einer katharisischen Läuterung durch ein Mysterienspiel kann die Freundschaft fortbestehen.
Im Rahmen seiner Erzählung verwendet Bosco eine Reihe von Symbolen, darunter den Fluss und das Wasser, den Garten und einen Esel. Außerdem verweist er indirekt auf eine Reihe von (Kinder)büchern, z. B. die Abenteuer von Tom Sawyer und Huckleberry Finn (s. o.), La gloire de mon père, Robinson Crusoe, Dornröschen, Schneewittchen, Oliver Twist, Der selbstsüchtige Riese, und Prinzessin Brambilla.

### Handlungsverlauf

#### Handlung
Der kleine Pascalet wohnt zusammen mit seinen Eltern und seiner Tante Martine auf dem Lande. Gelegentlich besucht sie der Wilderer Bargabot, der ihnen einen Fisch vorbeibringt. Als seine Eltern für einige Zeit verreisen, macht sich Pascalet auf, um den Fluss zu erkunden, der direkt am Haus liegt und den zu besuchen ihm sonst verboten ist. Bei seinen Erkundungen entdeckt er eine Insel, die bewohnt zu sein scheint, da emporsteigende Rauchschwaden zu erkennen sind. Als er bei einer weiteren Erkundung ein verlassenes Boot findet, setzt er zur Insel über. Hier entdeckt er einen kleinen Zigeunerjungen, der von Zigeunern gefesselt am Boden liegt. Nachdem er den Jungen Gatzo befreit, fliehen beide. Sie fahren durch das Dickicht mehrerer überwucherter Kanäle und finden schließlich Schutz in einer Bucht. Hier spielen sie. Es ist ruhig und friedlich. Als ihnen langweilig zu werden droht, erfinden sie ein Monster, das ihnen gefährlich zu werden scheint. Tatsächlich taucht das kleine Mädchen Hyacinthe auf einem Esel auf und nimmt den Zigeunerjungen Gotzo mit sich fort. Alleingelassen und traurig bleibt Pascalet zurück und macht sich auf die Suche nach seinem Freund. Als er in sein Heimatdorf zurückkommt, muss er feststellen, dass es vollkommen verlassen ist: Die gesamte Dorfgemeinschaft hat sich zu einer Marionettenvorführung versammelt. Ihr Blick ist auf eine Ulme gerichtet, im Hintergrund ertönt das Läuten einer Kirchturmglocke. Unbemerkt von der Dorfbevölkerung verfolgt Pascalet die Vorstellung.

#### Geschichte in der Geschichte
Als der Vorhang hochgeht, ertönt die Stimme eines alten Mannes, der ihnen die Geschichte von einem Gärtner erzählt, aus dessen Garten ein Bettler einen Pfirsich stiehlt. Dieser erweist sich als der "Heilige Théotime", ein Bettelmönch. Zur Strafe erscheint eine Hexe mit einem vergifteten Apfel, den sie dem Sohn des Gärtners reicht. Der Junge, der sein Erinnerungsvermögen verliert, lebt fortan bei den Zigeunern und stiehlt nun selbst, um sich zu ernähren.
Als erneut ein Bettler im Garten des Gärtners erscheint, bietet dieser ihm in Erinnerung an das Ereignis einen Pfirsich an. Der Bettler weist diesen jedoch mit dem Hinweis zurück, jemand anderes könne ihn vielleicht essen wollen. Als die Zigeuner den kleinen Jungen in den Garten schicken, um darin erneut Früchte zu stehlen, findet dieser den magischen Pfirsich und beißt hinein. Daraufhin erkennt er seine Eltern und diese wiederum ihren verloren gegangenen Sohn. Nachdem die Geschichte zu Ende erzählt wurde, fällt der Vorhang.

#### Fortgang der Haupthandlung
Ergriffen von der Geschichte, bricht das gesamte Dorf in Schluchzen aus. Auch Hyacinthe befindet sich im Publikum. Als der alte Geschichtenerzähler gebeten wird, sich zu erkennen zu geben, erscheint ein alter Mann mit einem weißen Bart. Mit dem Hinweis darauf, dass er seine eigene Geschichte erzählt und seinen eigenen Sohn verloren hat, bittet er das Publikum um eine Spende. In diesem Moment ertönt das Weinen des kleinen Gotzo, der selbst im Baum gesessen und von dort aus dem Erzählten gefolgt war. Als er sich zu erkennen gibt, zieht das gesamte Dorf, erleichtert vom Ausgang der Geschichte, tamburinschlagend wieder ins Dorf ein. Pascalet bleibt immer noch unbemerkt im Hintergrund, bis ihn Bargabot entdeckt.
Pascalet flieht und versteckt sich in seinem Boot, wo er schließlich einschläft. Als er am nächsten Morgen aufwacht, sitzt Bargabot neben ihm und bietet ihm einen Kaffee an, damit er schneller wach wird. Nach einer weiteren Nacht im Freien, kehren beide am folgenden Tag wieder nach Hause zurück. Als die Eltern von ihrer Reise zurückkommen, verrät Tante Martine nichts von dem Vorfall. Sie bemerkt lediglich, dass Pascalet schlecht schläft und zu viele Bücher liest. Pascalet verfällt in eine tiefe Melancholie, denn sein Freund Gatzo bleibt fortan verschwunden. Nachdem einige Monate verstreichen, hat Pascalet erneut einen Traum. Als er daraus aufwacht, hört er ein Kratzen am Fenster. Gatzo steht davor und führt Pascalet zu einem Brunnen. Dort erzählt er ihm, dass der Geschichtenerzähler Großvater Savinien gestorben sei. Pascalet ergreift seine Hand und in diesem Moment öffnet Tante Martine die Fensterläden. Sie fragt, mit wem Pascalet spricht und er lässt Gatzo ins Haus. Tante Martine beschließt, Gatzo zu waschen und die Eltern zu fragen, ob sie ihn bei sich aufnehmen wollen. Nachdem die Eltern nichts dagegen einwenden, werden beide Jungen Brüder.

## Ausgaben

### Französische Ausgaben (Auswahl)
- Henri Bosco, Henri Gougaud: L’enfant et la riviere. Gallimard, Paris: 2001 ISBN 2-07-052917-7
- Henri Bosco: L’enfant et la rivière. Bearbeitete Ausgabe von Chatherine Bernot. Ernst Klett, Stuttgart:1999 ISBN 3-12-591170-2

### Deutsche Ausgaben (Auswahl)
- Die schlafenden Wasser. Freies Geistesleben, 1999, ISBN 3-7725-2018-9
- Die schlafenden Wasser. Übersetzt von  Renate Nickel, Wolfgang Stammler. Silberburg / Fleischhauer und Spohn, Stuttgart 1979, ISBN 978-3-87230-111-6

## Sekundärliteratur (Auswahl)
- Baptiste Vincat: Un voyage intérieur: l’enfant face à la nature dans le cycle de Pascalet. In: Henri Bosco: Rêver l’enfance. Cahiers Robinson, n° 4, Arras 1998, p. 135–145.
- Robert Baudry: Le sommeil, porte d’un autre monde chez Henri Bosco. In: Henri Bosco: Mystère et spiritualité. J. Corti, 1987, p. 69–86.
- Robert Baudry: Les signes symboliques (dates, noms, figures) dans l’art de Henri Bosco. In: L’art de Henri Bosco. Actes du IIe colloque international Henri Bosco, J. Corti, Paris 1981, p. 54–84.
- Andrée David: Le Même et l’Autre: jeux de miroirs dans L’Enfant et la rivière d’Henri Bosco. In: Cahiers Henri Bosco, n° 30/31, 1990/91, p. 223–245.
- Danielle Duboir-Marcoin: L’Enfant et la rivière, en cours moyen. In: Henri Bosco: Rêver l’enfance. Cahiers Robinson, n° 4, Arras 1998, p. 207–220.
- Pierre Verdaguer: Henri Bosco et l’utopie méridionaliste. In: The French Review, Vol. 74, No. 1, Oct. 2000
- A. Wertheimer: En quête du paradis terrestre. In: Cahiers du Sud, n° 294, 1949, p. 261–284